# Revestimiento de conversión de cromato

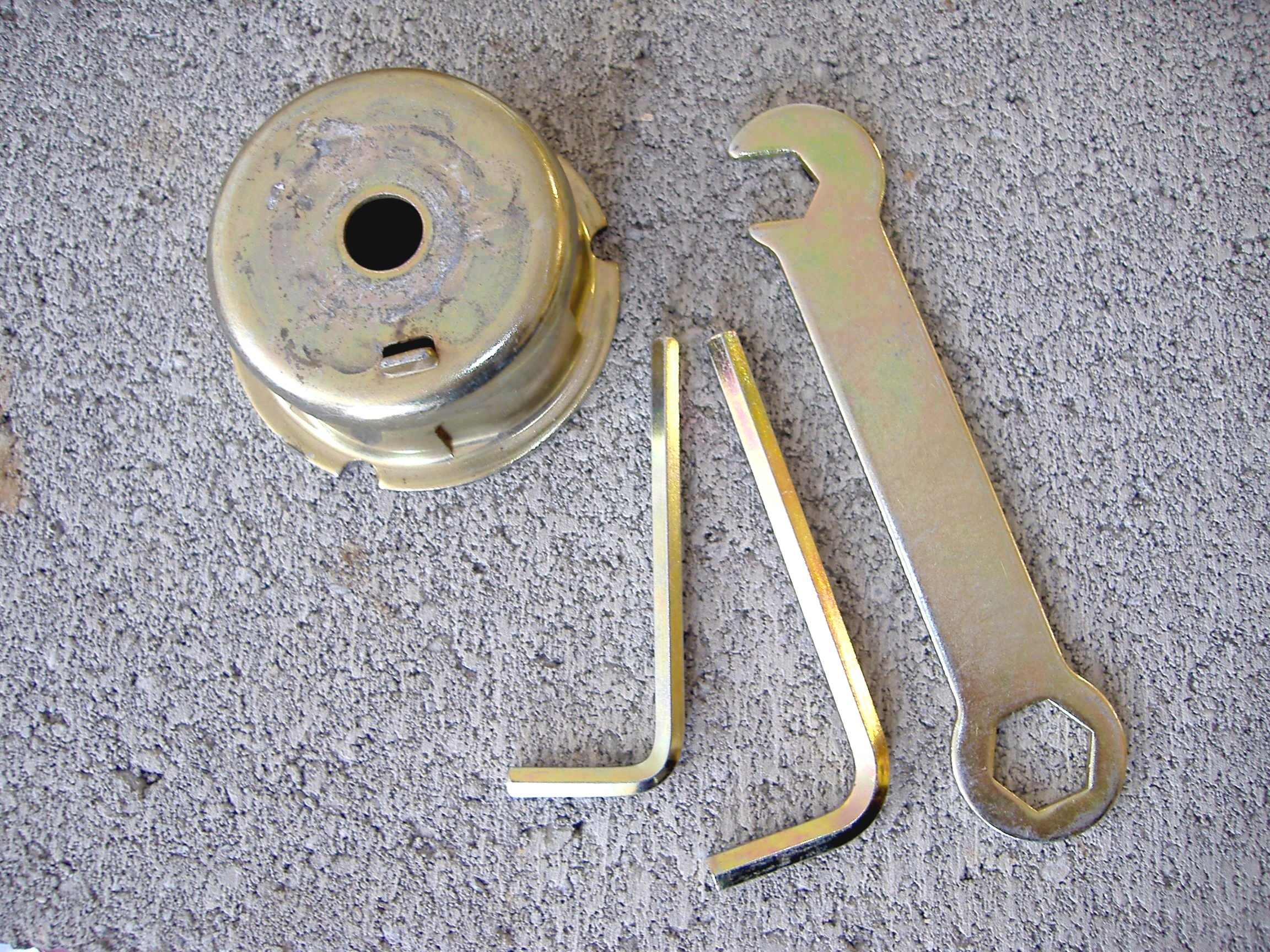
Recubrimiento de conversión de cromato de zinc en pequeñas piezas de acero.

El revestimiento de conversión de cromato o revestimiento de alodina es un tipo de recubrimiento de conversión utilizado para pasivar aleaciones de acero, aluminio, zinc, cadmio, cobre, plata, titanio, magnesio y estaño. : p.1265  El revestimiento sirve como inhibidor de la corrosión, como imprimación para mejorar la adherencia de pinturas y adhesivos, como acabado decorativo, o para preservar la conductividad eléctrica. También proporciona cierta resistencia a la abrasión y al ataque químico ligero (como los dedos sucios) en metales blandos.
Los revestimientos de conversión de cromatos se aplican habitualmente a elementos como tornillos, herrajes y herramientas. Suelen conferir un color amarillo verdoso iridiscente a metales que, de otro modo, serían blancos o grises. El revestimiento tiene una composición compleja que incluye sales de cromo, y una estructura compleja.
El proceso a veces se denomina revestimiento de alodina, un término que se usa específicamente en referencia al proceso Alodina de marca registrada de Henkel Surface Technologies.

## Proceso
Los revestimientos de conversión al cromato suelen aplicarse sumergiendo la pieza en un baño químico hasta que se haya formado una película del grosor deseado, sacando la pieza, aclarándola y dejándola secar. El proceso suele realizarse a temperatura ambiente, con unos minutos de inmersión. Alternativamente, la solución puede pulverizarse o la pieza puede sumergirse brevemente en el baño, en cuyo caso las reacciones de recubrimiento tienen lugar mientras la pieza está todavía húmeda.
El recubrimiento es suave y gelatinoso cuando se aplica por primera vez, pero se endurece y se vuelve hidrofóbico a medida que se seca, generalmente en 24 horas o menos. El curado se puede acelerar calentando a 70 grados Celsius (158 °F), pero una temperatura más alta dañará gradualmente el revestimiento del acero.

### Composición de baño
La composición del baño varía mucho en función del material que se vaya a recubrir y del efecto deseado. La mayoría de las fórmulas de baño son patentadas.
Las formulaciones suelen contener compuestos de cromo hexavalente, como cromatos y dicromatos.
El proceso Cronak ampliamente utilizado para zinc y cadmio consiste en 5 a 10 segundos de inmersión en una solución a temperatura ambiente que consta de 182 g/ L de dicromato de sodio (Na2Cr2O7 · 2H2O) y 6 mL/L de ácido sulfúrico concentrado.

### Química
El proceso de recubrimiento de cromato comienza con una reacción redox entre el cromo hexavalente y el metal. En el caso del aluminio, por ejemplo,
Cr6+
 + Al0 → Cr3+
 + Al3+

Los cationes trivalentes resultantes reaccionan con los iones de hidróxido en agua para formar los hidróxidos correspondientes, o una solución sólida de ambos hidróxidos:
Cr3+
 + 3 OH−
 → Cr(OH)
3
Al3+
 + 3 OH−
 → Al(OH)
3
En condiciones adecuadas, estos hidróxidos se condensan con la eliminación del agua para formar un sol coloidal de partículas muy pequeñas, que se depositan en forma de hidrogel sobre la superficie del metal. El gel consiste en un esqueleto sólido tridimensional de óxidos e hidróxidos, con elementos y huecos a nanoescala, que encierra una fase líquida. La estructura del gel depende de la concentración de iones metálicos, del pH y de otros ingredientes de la solución, como agentes quelantes y contraiones.
La película de gel se contrae a medida que se seca, comprimiendo el esqueleto y haciendo que se endurezca. Finalmente, la contracción se detiene y el secado adicional deja los poros abiertos pero secos, convirtiendo la película en un xerogel. En el caso del aluminio, el recubrimiento seco consiste principalmente en óxido de cromo (III) Cr
2O
3, u óxido mixto (III)/(VI), con muy poco Al
2O
3. Normalmente, las variables del proceso se ajustan para dar un recubrimiento seco de 200-300 nm de espesor.
El revestimiento se contrae al secarse, lo que hace que se agriete en muchas escamas microscópicas, descritas como patrón de "barro seco". La solución atrapada sigue reaccionando con el metal que queda expuesto en las grietas, de modo que el revestimiento final es continuo y cubre toda la superficie.
Aunque las reacciones principales convierten la mayoría de los aniones de cromo (VI) (cromatos y dicromatos) del gel depositado en compuestos insolubles de cromo (III), una pequeña cantidad de ellos permanece sin reaccionar en el revestimiento seco. Por ejemplo, en el revestimiento formado sobre aluminio por un baño comercial, se encontró que alrededor del 23% de los átomos de cromo eran Cr6+ hexavalente excepto en una región cercana al metal. Estos residuos de cromo (VI) pueden migrar cuando se humedece el revestimiento, y se cree que desempeñan un papel en la prevención de la corrosión en la pieza acabada, concretamente, restaurando el revestimiento en cualquier nueva grieta microscópica donde pudiera iniciarse la corrosión.

## Sustratos

### Zinc
El cromado se realiza a menudo en piezas galvanizadas para hacerlas más duraderas. El recubrimiento de cromato actúa como lo hace la pintura, protegiendo el zinc de la corrosión blanca, lo que hace que la pieza sea considerablemente más duradera, dependiendo del espesor de la capa de cromato.
El efecto protector de los recubrimientos de cromato sobre el zinc se indica mediante el color, que va de transparente/azul a amarillo, dorado, verde oliva y negro. Los recubrimientos más oscuros generalmente brindan más resistencia a la corrosión. El color del revestimiento también se puede cambiar con tintes, por lo que el color no es un indicador completo del proceso utilizado.
La norma ISO 4520 especifica recubrimientos de conversión de cromato sobre recubrimientos de zinc y cadmio electrodepositados. ASTM B633 Tipo II y III especifica el zincado más la conversión de cromato en piezas de hierro y acero. Las revisiones recientes de la norma ASTM B633 hacen referencia a la norma ASTM F1941 para el cincado de elementos de fijación mecánicos, como pernos, tuercas, etc. 2019 es la revisión actual de la norma ASTM B633 (sustituye a la revisión de 2015), que aumentó los umbrales de resistencia a la tracción requeridos para hacer frente a los problemas de fragilización por hidrógeno y abordó los problemas de fragilización en un nuevo apéndice.

### Aluminio y sus aleaciones
Para el aluminio, el baño de conversión de cromato puede ser simplemente una solución de ácido crómico. El proceso es rápido (1–5 min), requiere un solo tanque de proceso a temperatura ambiente y el aclarado correspondiente, no presenta demasiados problemas.
A partir de 1995, la fórmula comercial Alodine 1200s de Henkel para aluminio constaba de 50-60% de anhídrido crómico CrO
3, 20-30% tetrafluoroborato de potasio KBF
4, 10-15 % deferricianuro de potasio K
3Fe(CN), 5-10 % de hexafluorozirconato de potasio K
2ZrF
6, y 5-10% de fluoruro de sodio NaF en peso. La fórmula debía disolverse en agua a la concentración de 9,0 g/L, dando un baño con pH = 1,5. Producía un color dorado claro al cabo de 1 min, y una película marrón dorada al cabo de 3 min. El espesor medio oscilaba entre 200 y 1000 nm.
Iridite 14-2 es un baño de conversión de cromato para aluminio. Sus ingredientes incluyen óxido de cromo (IV), nitrato de bario, silicofluoruro de sodio y ferricianuro. En la industria del aluminio, el proceso también se denomina película química o iridita amarilla, Los nombres de marcas comerciales incluyen Iridite y Bonderite (anteriormente conocido como Alodine, o Alocrom en el Reino Unido). Los principales estándares para el recubrimiento de conversión de cromato de aluminio son MIL-DTL-5541 en los EE. UU. y Def Stan 03/18 en el Reino Unido.

### Magnesio
Alodine también puede referirse a aleaciones de magnesio con recubrimiento de cromato.

### Acero
El acero y el hierro no pueden cromarse directamente. El acero chapado con cinc o aleación de cinc y aluminio puede cromarse. Cromar el acero revestido de zinc no mejora la protección catódica del zinc del acero subyacente contra la oxidación.

### Recubrimientos de fosfato
Los revestimientos de conversión de cromatos pueden aplicarse sobre los revestimientos de conversión de fosfatos que suelen utilizarse en sustratos ferrosos. El proceso se utiliza para mejorar el revestimiento de fosfato.

## Seguridad
Los compuestos de cromo hexavalente han sido objeto de una gran preocupación en el lugar de trabajo y en la salud pública por su carcinogenicidad, y se han convertido en una sustancia muy regulada.
En particular, la preocupación por la exposición de los trabajadores a los cromatos y dicromatos al manipular el baño de inmersión y las piezas húmedas, así como por los pequeños residuos de esos aniones que quedan atrapados en el revestimiento, ha motivado el desarrollo de fórmulas de baño comerciales alternativas que no contienen cromo hexavalente; por ejemplo, sustituyendo los cromatos por sales de cromo trivalente, que son considerablemente menos tóxicas. Sin embargo, éstas no parecen proporcionar la protección anticorrosiva a largo plazo de la fórmula tradicional.
En Europa, las directivas RoHS y REACH fomentan la eliminación del cromo hexavalente en una amplia gama de aplicaciones y productos industriales, incluidos los procesos de revestimiento por conversión de cromatos.